# Perisama derufata
Perisama derufata är en fjärilsart som beskrevs av Embrik Strand 1916. Perisama derufata ingår i släktet Perisama och familjen praktfjärilar. Inga underarter finns listade i Catalogue of Life.